# Karen Holmgaard
Karen Rosted Holmgaard (Bording, 28 de enero de 1999) es una futbolista danesa. Juega como centrocampista en el Everton de la Women's Super League de Inglaterra. Es internacional con la selección de Dinamarca.

## Trayectoria
Karen y su hermana gemela Sara comenzaron sus carreras en el Bording IF. Karen pasó luego a formar parte del Velje BK.
En 2017 se unió al Fortuna Hjørring de la Elitedivisionen de su país y ganó con su nuevo club el campeonato de 2018 y 2020, además de la Copa de Dinamarca de 2019.
Debutó a nivel continental en los octavos de final de la Liga de Campeones 2017-18. Tras perder 2-1 ante la Fiorentina en la ida, Holmgaard disputó el partido de vuelta sin goles, quedándose así afuera del torneo. En la siguiente edición de 2018-19 se quedó afuera del torneo tras dos derrotas 0-2 ante las florentinas. Un año después tuvo dos apariciones en los octavos de final cuando su equipo fue eliminado contra el campeón defensor Olympique de Lyon con un 0-11 en el global.
En diciembre de 2020, las gemelas Holmgaard pasaron a formar parte del Turbine Potsdam alemán. El 5 de febrero de 2021 debutó junto a su hermana en la Bundesliga con una derrota por 3-2 ante el campeón VfL Wolfsburgo. En el verano de 2022, las gemelas se unieron al Everton FC.

## Selección nacional

### Categorías menores
En septiembre de 2014, las gemelas Holmgaard hicieron sus primeras apariciones con la selección sub-16 de Dinamarca en dos amistosos contra Alemania, seguidos de un torneo de la UEFA en Irlanda en febrero de 2015 y la Copa Nórdica en su país de origen a finales de junio y principios de julio. Dos amistosos en la sub-17 contra Italia siguieron en septiembre y luego la participación en la primera ronda de clasificación para el Campeonato Europeo Sub-17 de 2016 donde mantuvieron la valla invicta. En la ronda élite del torneo, Dinamarca venció a las anfitrionas de Irlanda del Norte por 4-0 con los dos primeros goles internacionales de Karen, seguido de una victoria por 0-7 ante Ucrania, pero las danesas no lograron superar la fase tras caer ante España por 0-2.
Holmgaard jugó también en la selección sub-19 junto a su hermana. Ambas fueron titulares en un amistoso ante Suiza en septiembre de 2016. En octubre participaron en la primera ronda de clasificación del Europeo Sub-19 de 2017. Karen anotó 2 goles en la victoria por 10-1 contra Eslovaquia pero no participó en los otros dos partidos en los que venció al anfitrión Montenegro por 7-0 y cayó ante Hungría por 2-0. La futbolista volvió en los 3 partidos de la ronda élite. Dinamarca comenzó bien, superando a la República Checa por 5-0, pero luego perdió por 2-0 ante Inglaterra y su victoria por 0-5 contra Turquía no fue suficiente para clasificarse a la fase final.
En la primera ronda de clasificación del Europeo Sub-19 de 2018, marcó en la victoria por 5-1 ante Eslovaquia. Las hermanas Holmgaard aparecieron luego en dos amistosos en octubre contra Suiza. Para Karen, sin embargo, estos fueron los últimos partidos en la sub-19, pues disputó sus primeros cuatro partidos con la selección absoluta de Dinamarca en la Copa Algarve en febrero de 2018.

## Estadísticas

### Clubes
| Club             | País       | Año             |
| ---------------- | ---------- | --------------- |
| Fortuna Hjørring | Dinamarca  | 2017 - 2020     |
| Turbine Potsdam  | Alemania   | 2021 - 2022     |
| Everton          | Inglaterra | 2022 - presente |

## Palmarés

### Títulos nacionales
| Título            | Club             | País      | Año  |
| ----------------- | ---------------- | --------- | ---- |
| Elitedivisionen   | Fortuna Hjørring | Dinamarca | 2018 |
| Copa de Dinamarca | Fortuna Hjørring | Dinamarca | 2019 |
| Elitedivisionen   | Fortuna Hjørring | Dinamarca | 2020 |

### Distinciones individuales
| Distinción               | Año  |
| ------------------------ | ---- |
| Talento Femenino del Año | 2018 |